# Сборная Украины по футболу на розыгрыше Лиги наций УЕФА 2020/2021
Как победитель своей группы (группа 1 Лиги B) предыдущего розыгрыша, сборная Украины из Лиги B повысилась в Лигу A, и при жеребьёвке турнира 2020/2021 была посеяна в третью корзину. По результатам жеребьёвки, состоявшейся 3 марта 2020 года в Амстердаме, сборная Украины сформировала группу 4 вместе с командами Швейцарии, Германии и Испании.
Матчи групповой части турнира прошли с 3 сентября по 17 ноября 2020 года. Матчи финальной части были запланированы на 2−6 июня 2021 года, однако, в связи с переносом начала финальной части Евро-2020 на 11 июня 2021 года, матчи финальной стадии перенесены на 6 и 7 октября (полуфиналы) и 10 октября (финал) 2021 года. Матчи плей-офф отборочного турнира ЧМ-2022 запланированы на 21-29 марта 2022 года.
В элитном дивизионе сборная Украины сохраняла все шансы остаться в нём до последнего тура, в котором команде присудили техническое поражение и Украина покинула Лигу А заняв последнее место в группе. Лучшим матчем сборной в турнире стала сухая победа над сборной Испании в 4-м туре.

## Матчи
| Украина                        | 2:1     | Швейцария     |
| ------------------------------ | ------- | ------------- |
| - Ярмоленко 14′ - Зинченко 68′ | (отчёт) | Сеферович 41′ |

| Испания                                        | 4:0     | Украина |
| ---------------------------------------------- | ------- | ------- |
| - Рамос 4′ (пен.), 30′ - Фати 33′ - Торрес 85′ | (отчёт) |         |

| Украина                | 1:2     | Германия                   |
| ---------------------- | ------- | -------------------------- |
| Малиновский 77′ (пен.) | (отчёт) | - Гинтер 20′ - Горецка 49′ |

| Украина      | 1:0     | Испания |
| ------------ | ------- | ------- |
| Цыганков 76′ | (отчёт) |         |

| Германия                     | 3:1     | Украина     |
| ---------------------------- | ------- | ----------- |
| - Зане 23′ - Вернер 33′, 64′ | (отчёт) | Яремчук 12′ |

| Швейцария | 3:0 отменён | Украина |
| --------- | ----------- | ------- |
|           | (отчёт)     |         |

1. ↑  Украине было засчитано техническое поражение со счётом 0:3 в связи с отменой игры из-за положительных тестов на COVID-19 в команде.